# شارلوت رايلي
شارلوت رايلي (بالإنجليزية: Charlotte Riley)‏ مواليد 29 ديسمبر 1981 في درم، إنجلترا، هي ممثلة إنجليزية بدأت مسيرتها الفنية عام 2007.

## الأعمال
- حافة الغد
- مرتفعات ويذرينج
- بيكي بلايندرز
- في قلب البحر
- سقوط لندن

## وصلات خارجية
- شارلوت رايلي على موقع IMDb (الإنجليزية)
- شارلوت رايلي على موقع روتن توميتوز (الإنجليزية)
- شارلوت رايلي على موقع ألو سيني (الفرنسية)
- شارلوت رايلي على موقع أول موفي (الإنجليزية)
- شارلوت رايلي على موقع قاعدة بيانات الأفلام السويدية (السويدية)
- شارلوت رايلي على موقع قاعدة بيانات الفيلم (الإنجليزية)
- شارلوت رايلي على موقع كينوبويسك (الروسية)